# Joe Nickell
Joe Nickell (West Liberty, Kentucky, 1 de diciembre de 1944-4 de marzo de 2025) fue un escéptico e investigador de lo paranormal estadounidense.
Nickell fue investigador principal del Committee for Skeptical Inquiry y escribía regularmente en su revista, Skeptical Inquirer. También fue decano asociado del Center for Inquiry Institute. Fue autor o editor de más de 30 libros.
Entre los hitos de su carrera, Nickell ayudó a descubrir que el "Diario de Jack el Destripador" de James Maybrick era un engaño. En 2002, Nickell fue uno de los expertos a los que el académico Henry Louis Gates Jr. pidió que evaluaran la autenticidad del manuscrito de The Bondwoman's Narrative (1853-1860), de Hannah Crafts, posiblemente la primera novela de una mujer afroamericana. A petición del comerciante de documentos e historiador Seth Keller, Nickell analizó documentación en la disputa sobre la autoría de "The Night Before Christmas", apoyando en última instancia la reivindicación de Clement Clarke Moore.

## Primeros años, educación y familia
Joe Nickell es hijo de J. Wendell y Ella (Turner) Nickell y nació y creció en West Liberty, Kentucky.
Se licenció en 1967 por la Universidad de Kentucky.
Para evitar el reclutamiento para la guerra de Vietnam, al año siguiente, en 1968, a la edad de 24 años, se trasladó a Canadá. Allí comenzó su carrera como mago, repartidor de cartas e investigador privado. Después de que el presidente Jimmy Carter concediera el indulto incondicional a los que eludieron la conscripción en 1977, Nickell regresó a Estados Unidos.
Regresó a la Universidad de Kentucky para cursar estudios de posgrado y obtuvo un máster (1982) y un doctorado (1987). Su doctorado es en inglés y se centra en la investigación literaria y el folclore.
A finales de 2003, Nickell se reencontró con su novia de la universidad, Diana G. Harris. Se enteró de que tenía una hija con ella, llamada Cherette, y dos nietos, Tyner y Chase. Harris se había casado antes, pero se divorció. Ella y Nickell se casaron el 1 de abril de 2006. Harris ha ayudado desde entonces a Nickell en su trabajo de investigación.
Diane Harris le había dicho a Cherette que su padre biológico era su primer marido, pero la hija cuestionó su falta de parecido con él. El día de la boda de Cherette, uno de los invitados mencionó que sus padres no estaban casados cuando ella fue concebida. Más tarde, basándose en su intuición, Cherette interpeló directamente a su madre sobre su padre y percibió equívocos. Tras más conversaciones y una prueba de ADN, Cherette supo que Nickell era su padre biológico.
Nickell utilizó la afirmación de su hija de que le había buscado intuitivamente como base para un artículo sobre la recogida y el tratamiento inconsciente de datos. En él concluía: "A pesar de las precauciones, debo admitir una nueva apreciación de la intuición, sin la cual no habría sabido de mi maravillosa hija... ¡y de mis dos nietos! Es suficiente para calentar el corazón de un viejo escéptico".

## Carrera

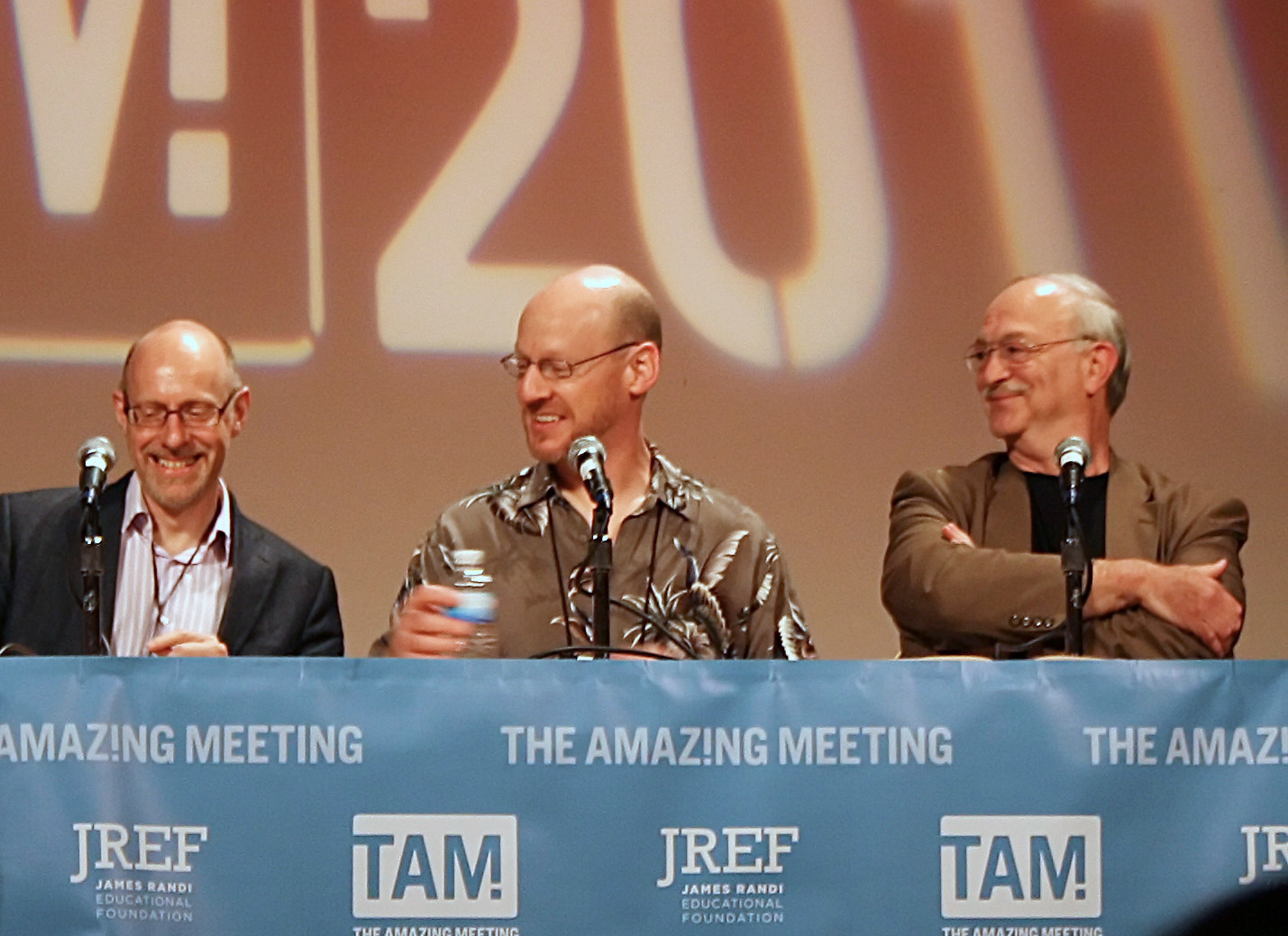
Joe Nickell (derecha) durante TAM9 in 2011, con Richard Wiseman and Phil Plait.

Nickell ha trabajado profesionalmente como mago de escenario, vendedor de carnaval, detective privado, crupier de blackjack, director de barco fluvial, profesor universitario, escritor e investigador de fenómenos paranormales, y en su página web aparecen más de 1.000 personajes. Desde principios de los ochenta, ha investigado, escrito, coescrito y editado libros de muchos géneros.
Burkhard Bilger, escritor de The New Yorker, se reunió con Nickell en el verano de 2002 en Lily Dale, Nueva York. El investigador se había disfrazado para investigar a psíquicos espiritistas
Nickell es un invitado recurrente en el podcast Point of Inquiry y dirige la sesión anual de Houdini en el Centro de Investigación cada Halloween.
Los productores de noticias y televisión le consultan a menudo por su perspectiva escéptica.
Nickell explicó su filosofía a Blake Smith, del podcast escéptico MonsterTalk.

No me gustan los que desacreditan y no me gustan los que desestiman, la gente que sólo intenta decir: "Oh, humbug... Esas personas probablemente estaban borrachos o mintiendo o engañando ". Creo que no deberíamos hacer eso. Si estoy estudiando vampiros, no tengo que creer que existen para hablar de la historia de los vampiros, la historia cultural y literaria. Hay muchos aspectos, todos dignos de alguna discusión académica.

Fue asesor de Hilary Swank en su papel protagonista en la película de terror The Reaping (2007), en la que interpreta a una investigadora de fenómenos paranormales.

## Libros
Los libros de Nickell pueden dividirse en cuatro categorías principales: religiosos, forenses, paranormales y de misterio. También ha escrito dos libros para jóvenes lectores y dos libros independientes (uno sobre ovnis y otro sobre una bebida alcohólica regional), así como varios libros adicionales para la pequeña prensa y libros "en colaboración".

### Milagros y objetos religiosos
Nickell ha investigado artefactos religiosos y fenómenos reivindicados. A partir de 1982, con su libro Inquest on the Shroud of Turin: Latest Scientific Findings, Nickell demuestra su modelo de investigación consistente en reunir pruebas y seguirlas hasta llegar a una conclusión sostenible. En 1998 actualizó el libro con pruebas históricas, iconográficas, forenses, físicas y químicas más recientes, con explicaciones especiales sobre el proceso de datación por radiocarbono.
En su libro de 1993 Looking for a Miracle: Weeping Icons, Relics, Stigmata, Visions and Healing Cures, actualizado en 1998, Nickell analiza los milagros reivindicados por diversas religiones. Para cada incidente, Nickell revisa los relatos escritos contemporáneos, explora diversas explicaciones naturales, explica el entorno cultural que rodea los acontecimientos y especula sobre las motivaciones de la comunidad religiosa afectada. Concluye que los milagros reivindicados fueron engaños o interpretaciones erróneas de fenómenos naturales.
Por ejemplo, después de estudiar el icono de Santa Irene llorando en Queens, Nueva York, Nickell dijo,

El barniz brillante y ciertas irregularidades de la superficie creaban un juego de luces que producía la apariencia de llanto. Un suplicante religioso predispuesto a ver lágrimas... podía, sobre todo si llevaba una vela, ver en el brillo resultante en los pequeños ojos, ayudado por grietas verticales y otras vetas, el efecto de las lágrimas.

Relics of the Christ (2007, edición británica publicada como The Jesus Relics: From the Holy Grail to the Turin Shroud), se centra en la tradición cristiana de las reliquias. Hablando con D.J. Grothe en el podcast Point of Inquiry, Nickell propuso que la veneración de las reliquias se había convertido en una nueva idolatría; es decir, la adoración de una deidad real dentro de las reliquias en forma de una entidad que mueve los ojos, llora, sangra y camina. Dice que, aunque ningún icono de la historia ha demostrado ser auténtico en el sentido de mostrar tales atributos, aborda cada caso con una suspensión de la incredulidad: "Me interesan las pruebas porque quiero que sepamos cuál es la verdad... Insto a los escépticos... a que no sean tan cerrados de mente como la otra parte, ridículamente abierta".
En 2008, Prometheus Books publicó el Tratado sobre reliquias de Juan Calvino con una introducción de Nickell. Escribió una breve biografía de Calvino y utiliza referencias de su propio libro de 2007 Relics.
En su libro The Science of Miracles: Investigating the Incredible (2013), Nickell aplicó su técnica de investigación a 57 milagros denunciados. Desde la aparición del rostro de la Virgen María en un sándwich de queso a la plancha, pasando por la regeneración de la Cruz tras la retirada de sus trozos, hasta las deficiencias estructurales de la escalera de la Capilla de Loreto, Nickell presenta los hechos y los mitos descritos con claridad y respeto. El libro fue criticado en el New York Journal of Books por la investigación limitada a fuentes no bíblicas.

Menos satisfactorio para el lector es el enfoque que da a los milagros descritos en la Biblia. El Sr. Nickell se centra en los milagros de Jesús, descartándolos principalmente como parábolas contadas para dejar claro un punto que más tarde se convirtieron en historias de milagros... Igualmente desdeñoso es su enfoque de la glosolalia (hablar en lenguas)... no aporta los abundantes datos disponibles que apoyan la realidad de este don espiritual. También ignora la discusión sobre la glosolalia que se puede encontrar en la primera carta del apóstol Pablo a la iglesia de Corinto (I Corintios capítulos 12 y 14).

### Investigaciones forenses

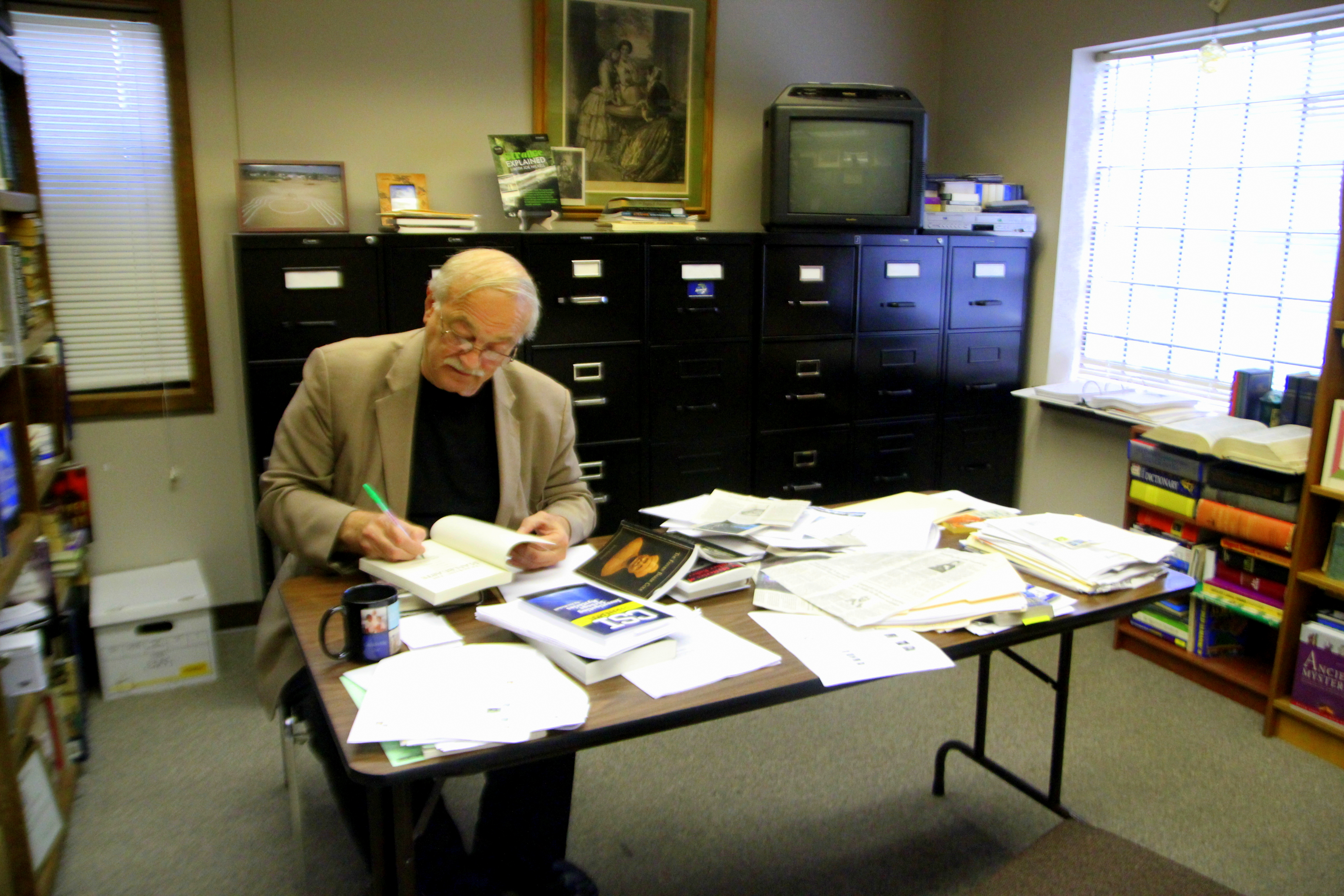
Joe Nickell in su oficinaAmherst, Nueva York, 2013

El primer libro de Nickell en el género de la autentificación fue Pen, Ink, and Evidence: A study of Writing and Writing Materials for the Penman, Collector, and Document Detective, descrito como una obra definitiva para investigadores y profesionales. Mary Hood, de la Georgia Review, elogió la erudición de Nickell:

Enthusiasm" does not quite express Nickell's sober authority of tone; "quiet passion" is more apposite... Both Nickell's interest in the subject and his treatment of it are devout... Although the book contains a useful index for the fact-checker who has no time to saunter, the true and earnest pen collector, paper-freak pilgrim, or office-supply junkie will find that every polished page contains its blessing and bliss.
Entusiasmo" no expresa del todo la sobria autoridad del tono de Nickell; "pasión tranquila" es más apropiado... Tanto el interés de Nickell por el tema como el tratamiento que le da son devotos... Aunque el libro contiene un índice útil para el verificador de hechos que no tiene tiempo para pasear, el verdadero y serio coleccionista de plumas, el peregrino loco por el papel o el adicto a los suministros de oficina encontrarán que cada página pulida contiene su bendición y su dicha...".

En Camera Clues: A Handbook for Photographic Investigation, Nickell comienza con la historia de la fotografía. Presenta métodos para datar fotografías, desde las características físicas de la obra hasta el tema y el contenido de la foto. Explica cómo pueden falsificarse las fotografías antiguas y cómo pueden detectarse esas falsificaciones. También describe la identificación de personas y lugares en fotos antiguas y el uso de la fotografía por las fuerzas del orden. Explica varias técnicas de fotografía trucada, incluida la fotografía de fantasmas y espíritus. Éstas se han vuelto aún más elaboradas con el uso de imágenes por ordenador o la tecnología de las cámaras digitales.

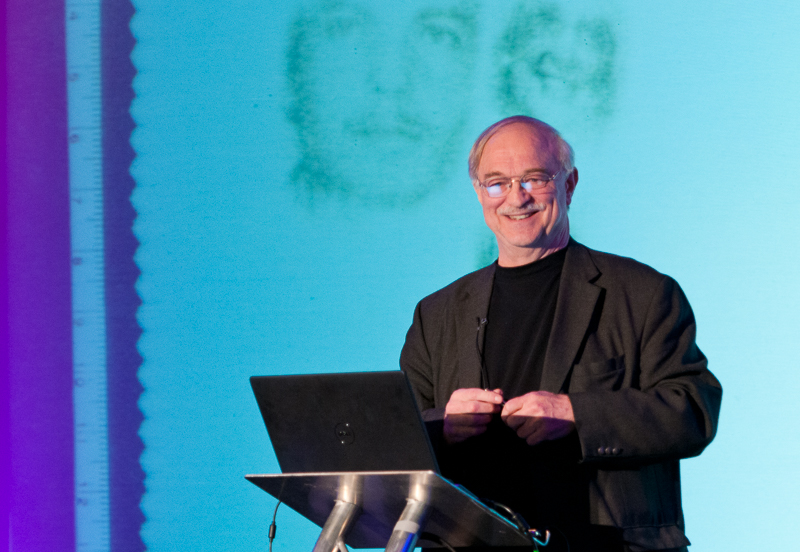
Joe Nickell en la QED Con 2012 con fotos de espíritu.

Detecting Forgery: Forensic Investigation of Documents (1996) presenta una visión general del trabajo de un experto en documentos. Afirma que los documentos falsificados suelen revelarse por el desconocimiento o la incapacidad de los falsificadores para recrear tipos de letra, tintas, papeles, plumas, marcas de agua, firmas y estilos históricos. Nickell explica las falsificaciones del mosquete de Daniel Boone, los documentos mormones de Mark Hofmann y el Mapa de Vinlandia.
Según Publishers Weekly, Crime Science: Methods of Forensic Detection (1998) proporciona amplia información básica, con breves estudios de casos.
En Real or Fake: Studies in Authentication (2009), Nickell se basó en sus primeros trabajos relacionados con aspectos técnicos del papel, la tinta, los tipos de letra, las plumas y otras claves para determinar la autenticidad de los documentos en papel. El nuevo material detalla las investigaciones paso a paso de casos concretos: el supuesto diario de Jack el Destripador (falso), The Bondwoman's Narrative (fecha autentificada, autor desconocido), Lincoln's Lost Gettysburg Address (falso) y An Outlaw's Scribblings (falso).

### Investigaciones paranormales

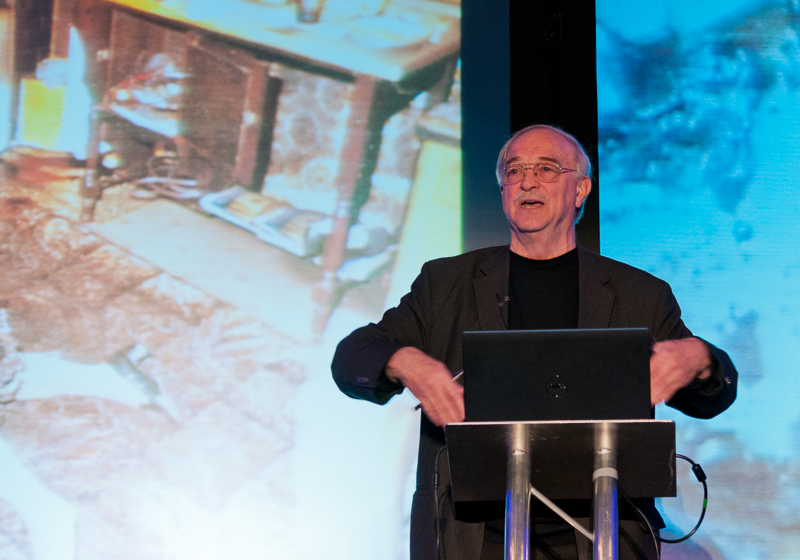
Joe Nickell en la QED Con 2012 con foto de una supuesta Combustión Humana Espontánea.

Secrets of the Supernatural: Investigating the World's Occult Mysteries fue el primer libro de Nickell en su género de investigación paranormal. Él y su colaborador, John F. Fisher, buscan las respuestas a los cráneos de cristal, la combustión humana espontánea, la Casa Mackenzie y otros misterios menos conocidos. En un podcast de Point of Inquiry años después, Nickell explicó que los mismos misterios se repiten una y otra vez porque "cada nueva generación tiene que volver a aprender que existe controversia... Cada nueva generación los escucha por primera vez ... Es un proceso interminable en el que hay que estar dispuesto a hablar a la siguiente generación de personas".
Missing Pieces: How to Investigate Ghosts, UFOs, Psychics, and Other Mysteries, escrito por Nickell y Robert A. Baker, es un manual que combina las técnicas prácticas de investigación de lo paranormal con una descripción de la psicología de los creyentes. Nickell citaba a menudo a Baker: "... no hay lugares embrujados, sólo gente embrujada".
Mysterious Realms: Probing Paranormal, Historical, and Forensic Enigmas, escrito por Nickell y Fisher, analiza 10 misterios de los que se informa con frecuencia, entre ellos el asesinato de Kennedy, el fantasma de la Dama Gris de Kentucky y las teorías de la conspiración para encubrir ovnis.
Nickell pidió a varios investigadores que investigaran las afirmaciones de los detectives psíquicos. Recopiló sus informes en Psychic Sleuths: ESP and Sensational Cases. Ninguno de los informes atribuye a los psíquicos conocimientos basados en hechos. Nickell concluye que estas personas se engañaban a sí mismas o eran un fraude. Utilizaban otras técnicas psicológicas para obtener información, como la lectura en frío en conversaciones con detectives de la policía, o la adaptación.
En Entities: Angels, Spirits, Demons, and Other Alien Beings, Nickell muestra el desarrollo de las historias de fantasmas desde el siglo XVII, y cómo se han visto influidas por la evolución de la tecnología y los métodos de comunicación. Las fotografías falsas de las hadas de Cottingley, por ejemplo, sólo fueron posibles cuando las cámaras se pusieron al alcance del gran público.
The Outer Edge: Classic Investigations of the Paranormal es una colección de artículos editados por Nickell, Barry Karr y Tom Genoni. Incluye el artículo de Nickell y John F. Fischer de 1987, "Incredible Cremations: Investigating Spontaneous Combustion Deaths", junto con ensayos de Martin Gardner, Ray Hyman, Susan Blackmore y James Randi.
Adventures in Paranormal Investigation es una obra más detallada que muchas de las de Nickell. Abarca desde la radiestesia hasta Frankenstein y los balnearios curativos. Incluye un ensayo sobre cómo se enteró de que tenía una hija adulta y aceptó que ella atribuyera su búsqueda a la "intuición".
La primera mitad de CSI Paranormal es un manual sobre cómo investigar afirmaciones paranormales. Nickell habla de su estrategia de investigación para:
1. Investigar in situ
2. Comprobar los datos de una cuenta
3. Precedentes de la investigación
4. Examinar cuidadosamente las pruebas físicas
5. Analizar el desarrollo de un fenómeno
6. Evaluar una alegación con una prueba o experimento controlado
7. Considere un análisis innovador
8. Intentar recrear lo "imposible"
9. Ir de incógnito para investigar

En la segunda mitad del libro, Nickell muestra cómo se ha utilizado esta estrategia para evaluar las afirmaciones del Gigante Ell, el OVNI de Roswell, la Madonna del queso a la plancha y John Edward.
En The Science of Ghosts (2012), Nickell relata varios arquetipos de historias de fantasmas: la niña en la nieve, Elvis, soldados fantasmas y faros, castillos, barcos y teatros encantados. Al rastrear el desarrollo de estas historias a lo largo de los años, demuestra que las historias no son pruebas de espíritus, sino pruebas de los efectos que un escenario apropiado puede tener en testigos susceptibles. Incluye un análisis de los investigadores paranormales del siglo XXI, en particular Jason Hawes y Grant Wilson, del programa Ghost Hunters del canal Syfy. Compara sus investigaciones de la Plantación Myrtles, la casa misteriosa Winchester y el Faro de San Agustín con las suyas propias.

### Misterios
Ambrose Bierce Is Missing And Other Historical Mysteries fue la incursión de Nickell en 1992 presentando investigaciones históricas al público lector. En la introducción, utiliza los conceptos jurídicos de "preponderancia de las pruebas" y "pruebas claras y contundentes" como estándares con los que medir objetivamente las hipótesis que explican los misterios. Desear subjetivamente que una explicación sea cierta puede llevar a imponer una hipótesis sobre los datos en lugar de utilizar los datos para probar una hipótesis (el método científico). La actualización de 2005 de Nickell sobre Ambrose Bierce, Unsolved History: Investigating Mysteries of the Past, es el mismo texto con la adición de dos libros a sus "Obras recomendadas".
Real-Life X-Files y su secuela, The Mystery Chronicle son una serie de ensayos breves sobre las historias, las mitologías en expansión y las causas probables de varias docenas de misterios. En algunos casos, Nickell recrea las leyendas, demostrando que no se necesitan poderes especiales para duplicar los efectos. En otros, responde a la sabiduría popular con hechos descubiertos en su investigación. En 1982, Nickell y cinco de sus parientes crearon un cóndor de 440 pies de largo en un campo de Kentucky trazando coordenadas de puntos en un dibujo, una técnica que Nickell cree que podría haberse utilizado para crear las Líneas de Nazca en Perú. "Es decir, en el pequeño dibujo mediríamos a lo largo de la línea central desde un extremo (el pico del ave) hasta un punto de la línea directamente opuesto al punto a trazar (digamos la punta de un ala). A continuación, mediríamos la distancia desde la línea central hasta el punto deseado. Un número determinado de unidades en el dibujo pequeño requeriría el mismo número de unidades -más grandes- en el dibujo grande". En el caso del Mothman de Virginia Occidental, Nickell entrevistó a testigos y realizó experimentos in situ para hallar la explicación más probable de los avistamientos originales. Esta investigación descubrió que la identificación errónea de un búho, probablemente un búho barrado, era la explicación más probable.
Harry Eager, del Maui News, llama a Secrets of Sideshows "... prácticamente una enciclopedia de esa forma de entretenimiento casi extinta". Culpa a Nickell de restar importancia a la brutalidad y la sombría farsa de los espectáculos, especialmente a lo que él llama "poner guapos" a los frikis.
Lake Monster Mysteries: Investigating the World's Most Elusive Creatures es una colaboración de Nickell y Ben Radford. El autor Ed Grabianowski resume una de las muchas explicaciones posibles de los avistamientos de monstruos de lago,

... a convincing argument based, again, on data mapping. He plotted the distribution of North American lake monster sightings. Then he overlaid the distribution of the common otter and found a near perfect match. It turns out that three or four otters swimming in a line look remarkably like a serpentine, humped creature undulating through the water. It is very easy to mistake for a single creature if you see them from a distance. "This isn't speculation. I'm not making this up," Nickell said. "I've spoken to people who saw what they thought was a lake monster, got closer and discovered it was actually a line of otters. That really happens." Clearly, not every lake monster sighting can be accounted for with otters, but it's an excellent example of how our perceptions can be fooled.
... un argumento convincente basado, de nuevo, en la cartografía de datos. Trazó la distribución de los avistamientos de monstruos lacustres en Norteamérica. Luego superpuso la distribución de la nutria común y encontró una coincidencia casi perfecta. Resulta que tres o cuatro nutrias nadando en fila se parecen mucho a una criatura serpenteante y jorobada ondulando por el agua. Es muy fácil confundirlas con una sola criatura si se las ve de lejos. "Esto no es especulación. No me lo estoy inventando", dijo Nickell. "He hablado con personas que vieron lo que pensaban que era un monstruo del lago, se acercaron y descubrieron que en realidad era una fila de nutrias. Eso ocurre de verdad". Está claro que no todos los avistamientos de monstruos lacustres se pueden explicar con nutrias, pero es un excelente ejemplo de cómo se puede engañar a nuestras percepciones.

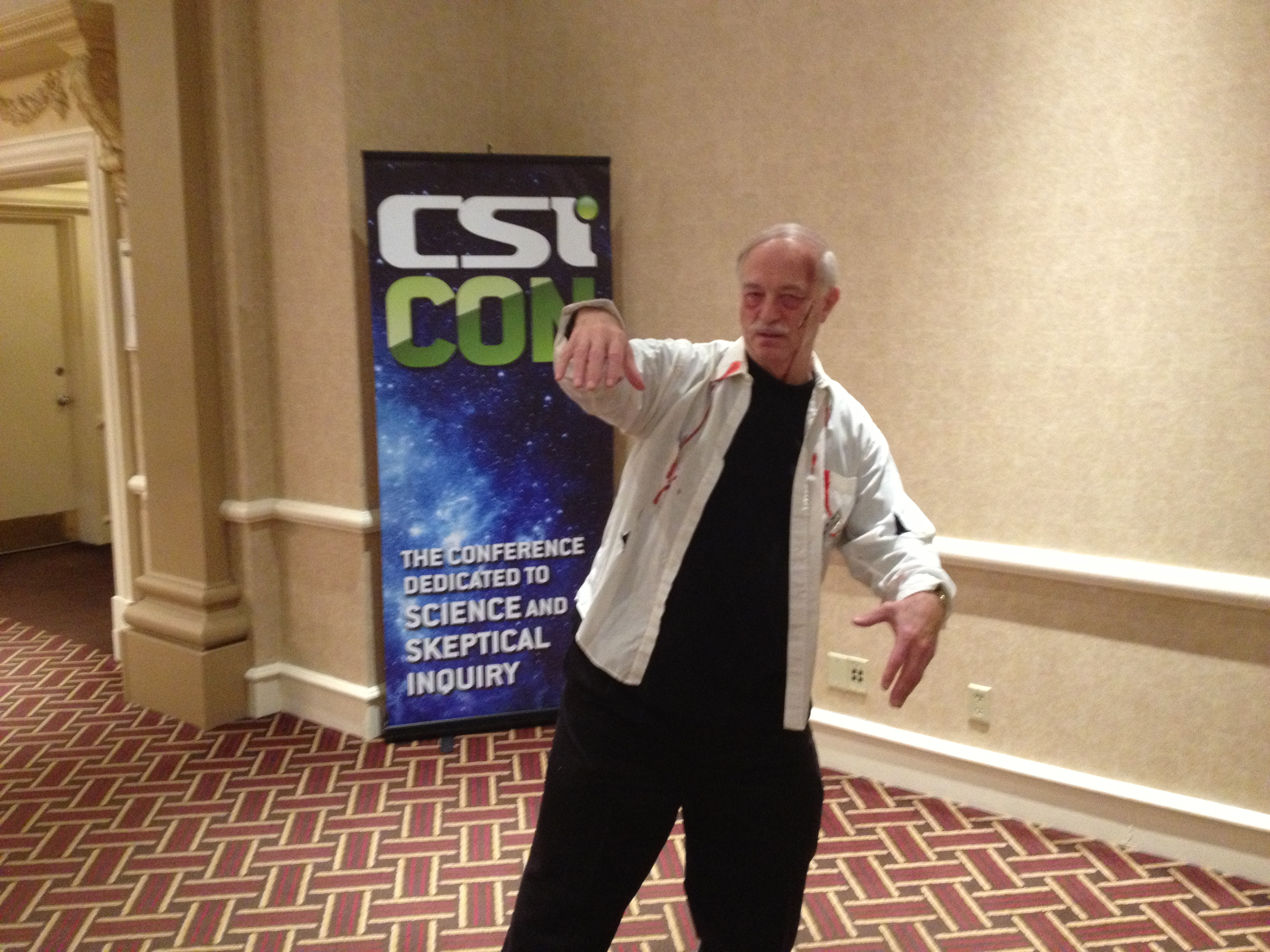
Joe Nickell as a zombieCSICon in Nashville 2012

La investigación para Tracking the Man-Beasts: Sasquatch, Vampires, Zombies, and More llevó a Nickell a muchos lugares donde se habían registrado avistamientos de monstruos: el noroeste del Pacífico para el Bigfoot, Australia para el Yowie, Austria para los hombres lobo, Nueva Inglaterra para los vampiros, Argentina para el Chupacabras, Virginia Occidental para los extraterrestres y Luisiana para las criaturas del pantano. Nickell recorre la iconografía de los monstruos desde los primeros informes hasta los últimos avistamientos, llegando a la conclusión de que las historias reflejan la evolución de su entorno cultural, sin ninguna base real. Una cita de su guía en los pantanos de Luisiana permite comprender la génesis de los relatos: "... a veces se inventaban historias aterradoras para mantener alejados a los forasteros, para salvaguardar el territorio de caza o incluso para proteger los alambiques de alcohol ilegal". Charbonnet también sugirió que estas historias servían para asustar a los niños y mantenerlos alejados de las zonas peligrosas".

### Jóvenes lectores
En 1989, Nickell escribió su primer libro para jóvenes lectores, The Magic Detectives: Join Them in Solving Strange Mysteries, que atraía a los niños presentándoles historias paranormales en forma de misterios con pistas incrustadas en la narración. Las soluciones, impresas al revés, siguen a cada historia. El libro también contiene guías del profesor para tareas adicionales y lecturas recomendadas.
¡El libro de 1991 Wonder Workers! How They Perform the Impossible fue resumido por P.J. Rooks como "... un recorrido biográfico de 200 años por algunas de las más famosas travesuras y esplendores de magos sinceros y charlatanes ... {que} guía a los lectores en un viaje por el mundo de la magia. {que} guía a los lectores en una fascinante exposición de la historia mágica que nos deja, al final de cada página, pensando: "¡A-ha! ¡Me preguntaba cómo hacían eso!".

### UFO
En 1997, Nickell, junto con Kendrick Frazier y Barry Karr, publicó The UFO Invasion, una antología de artículos sobre ovnis escritos para el Skeptical Inquirer que abarcaba el tema desde la historia y las abducciones hasta Roswell y los círculos de las cosechas. Los editores incluyeron seis de los artículos de Nickell en el libro. Nickell explicó la fisiología de las historias de abducciones alienígenas: "La gente que afirma haber sido abducida por extraterrestres es algo tan asombroso que uno piensa que tienen que estar locos o mintiendo, y de hecho pueden estar perfectamente cuerdos y ser normales. ... Probablemente estaban teniendo estos poderosos sueños despiertos. ... En este estado, tienden a ver imágenes extrañas. ... El otro tipo de experiencia es la hipnosis. ... La hipnosis es el camino de baldosas amarillas a la tierra de la fantasía".

## Otras investigaciones

### La Sábana Santa de Turín

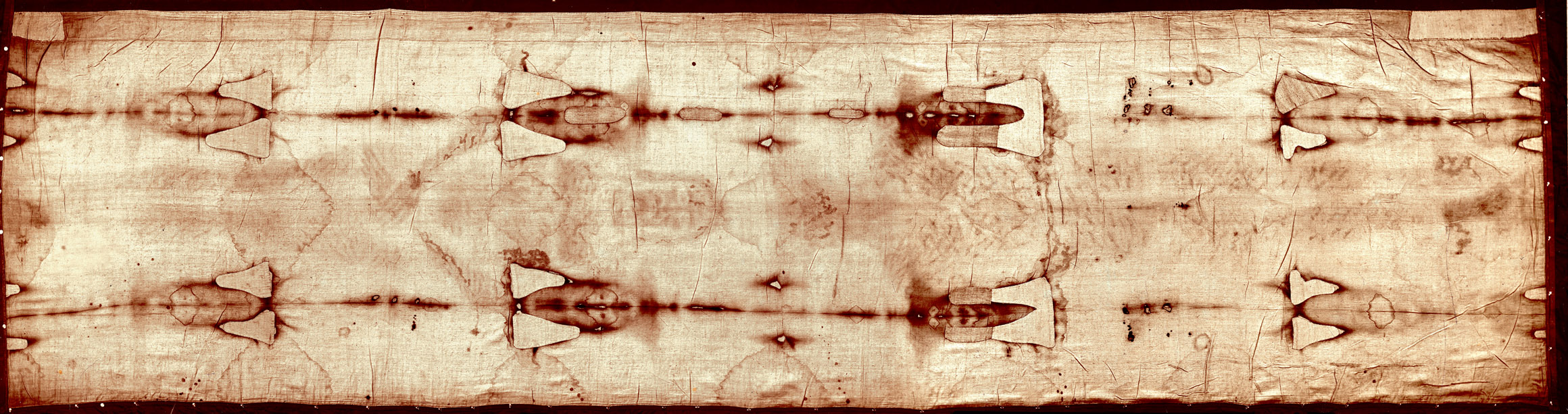
Sudario de Turín.

El Sudario de Turín, del que se afirma que es el lienzo funerario de Jesús milagrosamente impreso con la imagen de su cuerpo crucificado, es uno de los iconos más famosos del cristianismo. La Iglesia Católica Romana, en posesión de la Sábana Santa desde 1983, ha permitido varias visitas públicas y fomenta la devoción a la imagen, pero no adopta ninguna postura oficial sobre su autenticidad. Nickell y otros sostienen que la Sábana Santa es una pintura sobre lino del siglo XIV, como sugiere la datación por radiocarbono de 1988. Una de las muchas objeciones de Nickell a la autenticidad de la Sábana Santa son las proporciones del rostro y el cuerpo de la figura. Ambas se ajustan a las proporciones utilizadas por los artistas góticos de la época y no son las de una persona real. Expertos de ambos lados de la controversia han intentado duplicar la Sábana Santa utilizando métodos medievales y modernos. Los que defienden la autenticidad de la Sábana Santa creen que la imagen pudo producirse en el momento de la resurrección por radiación, descarga eléctrica o radiación ultravioleta; Nickell creó un sudario creíble utilizando el método del bajorrelieve y sostiene que los falsificadores disponían de materiales equivalentes en el siglo XIV.

People assume it was about religion. ... I put together a team that had Catholics, Protestants, Jews, and agnostics. ... For us it was not a religious issue, it was a matter of evidence. ... You want people to be precisely correct about evidence. Details matter.
La gente asume que se trataba de religión. ... Formé un equipo con católicos, protestantes, judíos y agnósticos. ... Para nosotros no era una cuestión religiosa, era una cuestión de pruebas. ... Uno quiere que la gente sea precisamente correcta en cuanto a las pruebas. Los detalles importan.

### Los Warren
Aunque Nickell rechaza el término "debunker" para describir su trabajo, sus investigaciones de sucesos paranormales basadas en pruebas aún no han descubierto ningún milagro, fantasma o monstruo. Su insistencia en los hechos documentados provocó un acalorado intercambio con Ed y Lorraine Warren en el programa de Sally en 1992. Nickell y los Warren aparecieron en el programa de entrevistas de Sally Jessy Raphael con la familia Snedeker, cuyos informes sobre fantasmas y demonios dieron lugar en 1992 al libro In A Dark Place, The Story of a True Haunting, del novelista Ray Garton, y en 2009 a la película The Haunting in Connecticut. Tras una amenaza de violencia de Ed Warren, Nickell declaró:

I've investigated haunted houses for some twenty years. I've not met a house that I thought was haunted; I think the Warrens have not met a house they didn't think was haunted. ... The houses that sincere people report they think are haunted usually follow a certain pattern. This is a hodgepodge of the sort of ghost tale, poltergeist, part demon, part this, part that. We saw a similar pattern with the Amityville Horror, a case that the Warrens thought was genuine. It turned out to be a blatant hoax, concocted over several bottles of wine.
He investigado casas encantadas durante unos veinte años. No he conocido una casa que pensara que estaba embrujada; creo que los Warren no han conocido una casa que no pensaran que estaba embrujada. ... Las casas que las personas sinceras dicen que creen que están encantadas suelen seguir un cierto patrón. Se trata de una mezcolanza del tipo de cuento de fantasmas, poltergeist, parte demonio, parte esto, parte aquello. Vimos un patrón similar con el Horror de Amityville, un caso que los Warren pensaron que era genuino. Resultó ser un engaño descarado, inventado con varias botellas de vino...

Nickell sigue citando a los Warren como ejemplo de charlatanes explotadores y dañinos. Se lo dijo a Blake Smith, presentador del podcast MonsterTalk,

The next thing you know, the Warrens have convinced everybody that there were demons involved. Lorraine would go into one of her light trances, which would mean she would just close her eyes and haul off and say something. She would sense some demonic presence. The two of them would talk a good talk about this. You see these poor unsuspecting people who first of all don't know anything about the paranormal and not aware that there are no haunted places, only haunted people, as Robert Baker used to say. When you have someone who's an expert explaining to them that there are these different kinds of spirits and this and that and the other, they don't know any better. They think maybe these people know what they're talking about. It's interesting that in every case of this, these were Catholic families. Ed and Lorraine would show up and convince them that it was really demonic and that they really needed to use their Catholic powers of exorcism and holy water and so forth. They were converted into a demonic book and then they would get a ghost writer. All of the shenanigans would be restyled and exaggerated and spooky elements thrown in.
Lo siguiente que sabes es que los Warren han convencido a todo el mundo de que había demonios involucrados. Lorraine entraba en uno de sus trances de luz, lo que significaba que cerraba los ojos y decía algo. Ella sentiría alguna presencia demoníaca. Los dos tendrían una buena charla sobre esto. Ves a estas pobres personas desprevenidas que, en primer lugar, no saben nada de lo paranormal y no son conscientes de que no hay lugares embrujados, sólo personas embrujadas, como solía decir Robert Baker. Cuando alguien experto les explica que hay diferentes tipos de espíritus y esto y aquello y lo otro, no saben nada mejor. Piensan que tal vez estas personas saben de lo que están hablando. Es interesante que en todos los casos de esto, se trataba de familias católicas. Ed y Lorraine aparecían y los convencían de que era realmente demoníaco y que realmente necesitaban usar sus poderes católicos de exorcismo y agua bendita y demás. Los convertían en un libro demoníaco y luego conseguían un escritor fantasma. Todos los chanchullos serían rediseñados y exagerados y se agregarían elementos espeluznantes.

### Aliens
Nickell propone que los encuentros con extraterrestres son el resultado de fenómenos naturales malinterpretados, engaños o una personalidad tendente a la fantasía. Para explicar la naturaleza evolutiva de los avistamientos alienígenas, Nickell dijo al equipo del podcast The Skeptics' Guide to the Universe,

I did an alien timeline, and did sort of Walt Disney-esque cartoon drawings of the different types of aliens, starting in 1947 with some little green men, and showing the sort of imaginative variety of alien types over the years, of hairy dwarves, and cyclopean figures, and robotic forms and blobs and just all manner. Just as people would imagine; if I asked someone to imagine an alien creature, it would be all over the place. But then, with the Betty and Barney Hill case, you began to get the little big-eyed, big-headed humanoid, and that type came back and back until now, if you go into a toy store and you look at aliens, you see pretty much that's the standard model. Very unlikely that if life developed on some distant planet, that it would look so much like us. We tend to make the various entities that we're interested in in our own image. And so Bigfoot is our big, stupid cousin from the past, and ET is our futuristic relative coming from the future back to save us. These are forms of us. Of course, ghosts are transparent forms of us; angels are us with wings, and of course, vampires are us with an attitude.
Hice una línea de tiempo de los alienígenas y una especie de dibujos animados a lo Walt Disney de los distintos tipos de alienígenas, empezando en 1947 con unos hombrecillos verdes y mostrando la variedad imaginativa de tipos de alienígenas a lo largo de los años, de enanos peludos, figuras ciclópeas, formas robóticas y manchas de todo tipo. Tal y como la gente imaginaría; si le pidiera a alguien que imaginara una criatura alienígena, estaría por todas partes. Pero entonces, con el caso de Betty y Barney Hill, empezó a aparecer el pequeño humanoide de ojos grandes y cabeza grande, y ese tipo volvió una y otra vez hasta que ahora, si vas a una tienda de juguetes y miras a los extraterrestres, ves que más o menos ese es el modelo estándar. Es muy improbable que si la vida se desarrollara en algún planeta lejano, se pareciera tanto a nosotros. Tendemos a hacer las diversas entidades que nos interesan a nuestra propia imagen. Y así, Pie Grande es nuestro grande y estúpido primo del pasado, y ET es nuestro pariente futurista que viene del futuro para salvarnos. Son formas de nosotros. Por supuesto, los fantasmas son formas transparentes de nosotros; los ángeles son nosotros con alas, y por supuesto, los vampiros son nosotros con una actitud...

## Artículos en revistas y blogs
Nickel escribe la columna "Investigative Files" para la revista Skeptical Inquirer (SI) desde 1995 y colabora frecuentemente con el sitio web del Center for Inquiry. Los artículos reflejan la gama de intereses y habilidades de investigación de Nickell, incluyendo la combustión espontánea humana, las fotografías de fantasmas, la reencarnación, el vudú, Bigfoot, la medicina Quackery (curandera), Elvis, los fraudes psíquicos y la frenología. En su artículo del SI sobre el Poltergeist de la Bruja Bell, Nickell analizó el contenido del supuesto Manuscrito Bell en busca de referencias anacrónicas y uso de palabras, comparando los estilos de escritura de Richard Williams Bell, el supuesto autor original, y M.V. Ingram, el reportero que amplió la historia 50 años después. Nickell concluye: "Dadas todas estas similitudes entre los textos, además de las demás pruebas, no dudo en concluir que Ingram fue el autor de 'Bell'".
Los escritos de Nickell para el Center for Inquiry (CfI) incluyen "Nickell-odeon Reviews", hacen hincapié en los hechos que hay detrás de los guiones. Nickell añade credibilidad al argumento de la película sobre Charles Dickens, La mujer invisible. "Aunque no se menciona en la película, la confirmación póstuma de la aventura vino de las cartas de Dickens. Aunque muchas habían sido destruidas por su familia, en algunas simplemente se habían tachado los pasajes ofensivos. Pero ese manto de invisibilidad resultó ineficaz: Los estudiosos de Dickens recurrieron a la ciencia forense y utilizaron la fotografía infrarroja para leer las partes tachadas. Estas contenían referencias a "Nelly" y confirmaron los persistentes rumores".

## Premios
Nickell recibió el Premio Isaac Asimov 2004 de la Asociación Humanista Americana y fue co-receptor del Premio Robert P. Balles 2005 y 2012 en Pensamiento Crítico, otorgado por CSICOP, ahora llamado CSI. En 2000 recibió el premio al Escéptico Distinguido de CSI.
También fue galardonado con un premio a la promoción de la ciencia en los medios de divulgación en la 3ª edición de los premios anuales del Grupo Independiente de Investigación (IIG), celebrada el 18 de mayo de 2009.
En octubre de 2011 el asteroide 31451 (1999 CE10) fue bautizado JoeNickell en su honor por su descubridor James E. McGaha.

## Obras
- amazon.com/Inquest-Shroud-Turin-Scientific-Findings/dp/1573922722/ref=sr_1_1?ie=UTF8&qid=1402599172&sr=8-1&keywords=inquest+on+the+shroud+of+turin+joe+nickell Inquest on the Shroud of Turin: Latest Scientific Findings (Prometheus Books: Amherst, NY; 1983). Revised edition, 1998.
- Secrets of the Supernatural: Investigating the World's Occult Mysteries (Prometheus Books: Amherst, NY; 1988, 1991; with John F. Fischer).
- The Magic Detectives: Join Them in Solving Strange Mysteries (Prometheus Books: Amherst, NY; 1989).
- Pen, Ink, and Evidence: A Study of Writing and Writing Materials for the Penman, Collector, and Document Detective (Oak Knoll Books: New Castle, DE; 1990, 2000, 2003).
- amazon.com/Wonder-Workers-Joe-Nickell/dp/0879756888/ref=la_B000APUMK8_1_23?s=books&ie=UTF8&qid=1402417464&sr=1-23 Wonder-Workers! How They Perform the Impossible (Prometheus Books: Amherst, NY; 1991).
- Unsolved History: Investigating Mysteries of the Past originally published as Ambrose Bierce is Missing and Other Historical Mysteries (University Press of Kentucky: Lexington; 1992, 2005).
- amazon.com/Missing-Pieces-MISSING-PIECES-Nickell/dp/B00AA9SEF4/ref=sr_1_3?s=books&ie=UTF8&qid=1402417621&sr=1-3&keywords=joe+nickell+missing+pieces Missing Pieces: How to Investigate Ghosts, UFOs, Psychics, and Other Mysteries (Prometheus Books: Amherst, NY; 1992; with Robert A. Baker).
- Mysterious Realms: Probing Paranormal, Historical, and Forensic Enigmas (Prometheus Books: Amherst, NY; 1992; with John F. Fischer).
- Looking for a Miracle: Weeping Icons, Relics, Stigmata, Visions and Healing Cures (Prometheus Books: Amherst, NY; 1993, 1998).
- amazon.com/Psychic-Sleuths-Joe-Nickell/dp/0879758805/ref=sr_1_19?s=books&ie=UTF8&qid=1402417354&sr=1-19&keywords=joe+nickell Psychic Sleuths: ESP and Sensational Cases (Prometheus Books: Amherst, NY; 1994).
- Camera Clues: A Handbook for Photographic Investigation (University Press of Kentucky: Lexington; 1994, 2005).
- amazon.com/Entities-Joe-Nickell/dp/0879759615/ref=la_B000APUMK8_1_18_title_1_har?s=books&ie=UTF8&qid=1402417464&sr=1-18 Entities: Angels, Spirits, Demons, and Other Alien Beings (Prometheus Books: Amherst, NY; 1995).
- Detecting Forgery: Forensic Investigation of Documents (University Press of Kentucky: Lexington; 1996, 2005).
- amazon.com/Outer-Edge-Classic-Investigations-Paranormal/dp/B000B3J070/ref=sr_1_1?s=books&ie=UTF8&qid=1402417656&sr=1-1&keywords=joe+nickell+outer+edge The Outer Edge: Classic Investigations of the Paranormal (CSICOP: Amherst, NY; 1996, co-edited with Barry Karr and Tom Genoni).
- amazon.com/UFO-Invasion-Incident-Abductions-Government/dp/1573921319/ref=la_B000APUMK8_1_15?s=books&ie=UTF8&qid=1402417431&sr=1-15 The UFO Invasion: The Roswell Incident, Alien Abductions, and Government Coverups (Prometheus Books: Amherst, NY; 1997; co-edited with Kendrick Frazier and Barry Karr).
- Crime Science: Methods of Forensic Detection (University Press of Kentucky: Lexington; 1999; with co-author John F. Fischer).
- Real-Life X-Files: Investigating the Paranormal (University Press of Kentucky: Lexington; 2001).
- The Kentucky Mint Julep (University Press of Kentucky: Lexington; 2003).
- Investigating the Paranormal (Barnes & Noble Books: New York; 2004).
- The Mystery Chronicles: More Real-Life X-Files (University Press of Kentucky: Lexington; 2004).
- Secrets of the Sideshows (University Press of Kentucky: Lexington; 2005).
- Cronache del Misterio (Newton Compton editori: Rome; 2006).
- Lake Monster Mysteries: Investigating the World's Most Elusive Creatures, (University Press of Kentucky: Lexington; 2006; with co-author Benjamin Radford).
- Relics of the Christ (University Press of Kentucky: Lexington; 2007).
- Adventures in Paranormal Investigation (University Press of Kentucky: Lexington; 2007).
- amazon.com/Tracking-Man-Beasts-Sasquatch-Vampires-Zombies/dp/1616144157/ref=sr_1_7?s=books&ie=UTF8&qid=1402417158&sr=1-7&keywords=joe+nickell Tracking The Man-Beasts: Sasquatch, Vampires, Zombies, and More (Prometheus Books: Amhurst, NY; 2011).
- Real or Fake: Studies in Authentication (University Press of Kentucky: Lexington; 2009).
- amazon.com/CSI-Paranormal-Investigating-Strange-Mysteries/dp/1937998002/ref=sr_1_1?s=books&ie=UTF8&qid=1402417687&sr=1-1&keywords=joe+nickell+CSI CSI Paranormal, (Inquiry Press): Amherst, NY; 2012.
- The Science of Ghosts (Prometheus Books: Amherst, NY; 2012).
- The Science of Miracles: Investigating the Incredible (Prometheus Books: Amherst, NY; 2–13).